# South Mountain (Utah)
South Mountain je hora v San Juan County, na východě Utahu. S nadmořskou výškou 3 602 metrů je osmou nejvyšší horou ve státě Utah s prominencí vyšší než 500 metrů.
Hora leží v jižní části menšího pohoří La Sal Mountains, v blízkosti hranice s Coloradem. Nachází se v oblasti Koloradské plošiny. Severozápadně a západně leží známé národní parky Arches a Canyonlands. Hlavní centrum oblasti, město Moab, leží okolo 30 kilometrů severozápadně od hory.